# Mariano Barbasán

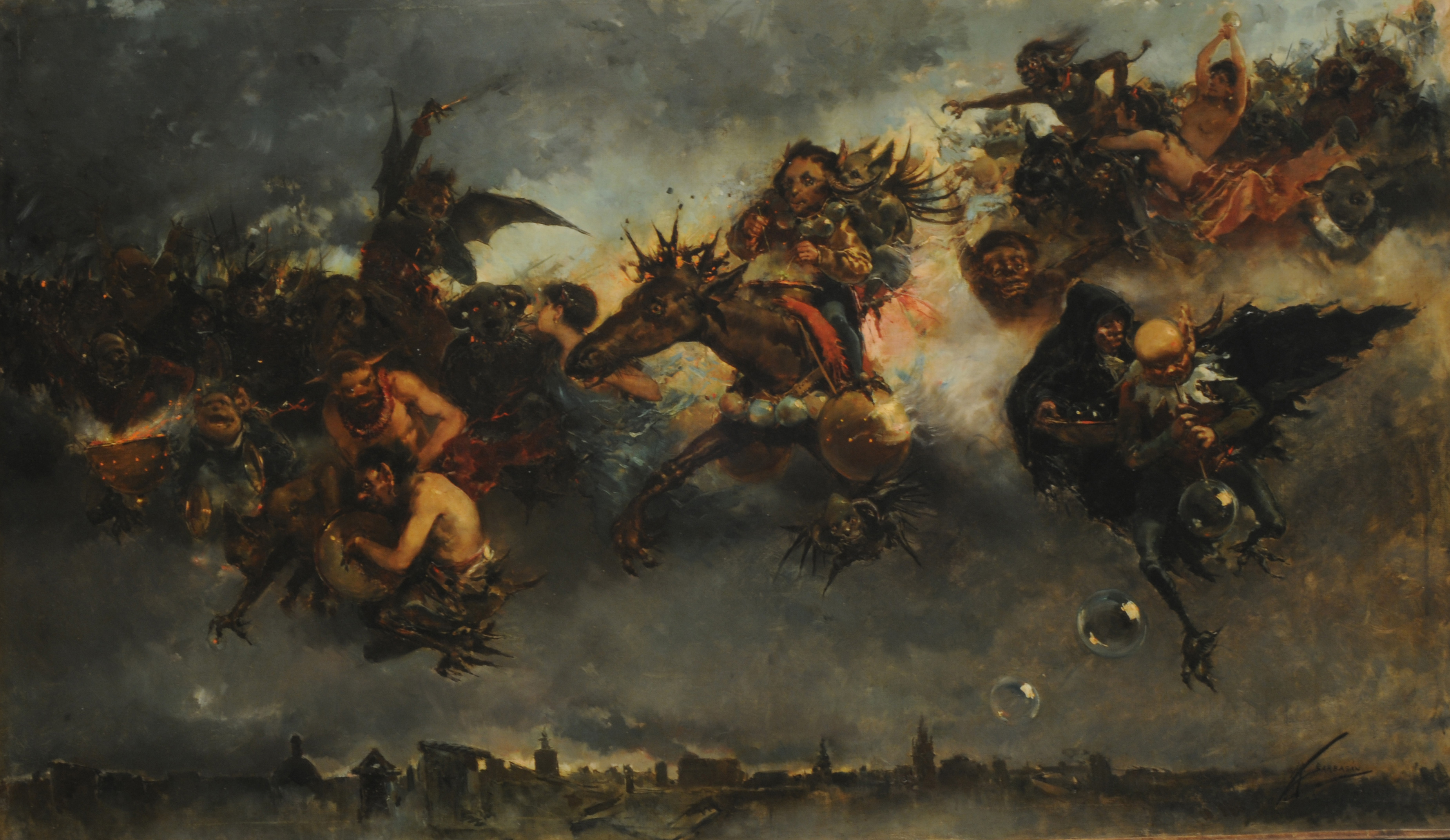
Noc Walpurgi, 1887

Mariano Barbasán Lagueruela – hiszpański malarz pochodzący z Aragonii tworzący na przełomie XIX i XX wieku.
Rodzice zaplanowali dla niego karierę wojskową, jednak Barbasán szybko porzucił ją na rzecz malarstwa. W latach 1880–1887 studiował w Królewskiej Akademii Sztuk Pięknych San Carlos w Walencji, gdzie zaprzyjaźnił się z Joaquinem Sorollą. W 1887 roku przeprowadził się do Madrytu i zaczął malować dzieła historyczne o teatralnym stylu, rozgrywające się w regionie Toledo. Na Krajowej Wystawie Sztuk Pięknych w Madrycie przedstawił dzieło Noc Walpurgi. W nagrodę za dzieło José explicando el sueño del copero en el palacio del Faraón otrzymał stypendium na studia w Rzymie.
Zamieszkał w Rzymie na dłużej, wrócił do Hiszpanii w wieku 57 lat, aby objąć stanowisko w Akademii Sztuk Pięknych San Luis w Saragossie, które zwolniło się po śmierci Francisca Pradilla. Na decyzję o powrocie wpłynął także wybuch I wojny światowej.
Początkowo zajmował się malarstwem historycznym (Pedro III en el collado de las Panizas), następnie malował pejzaże i sceny z życia wiejskiego. Jego prace były dobrze znane w Europie, ze względu na udział w wystawach w Berlinie, Monachium i Wiedniu, za to mniej znane w Hiszpanii.
Malował w stylu realistycznym, z wpływem impresjonizmu (głównie włoskiego preimpresjonizmu) i orientalizmu (Café árabe). Na jego twórczość wpłynęli także Marià Fortuny, Francisco Domingo i José Benlliure y Gil.